# ملكية مشتركة (كرة القدم)
الملكية المشتركة (بالإنجليزية: Co-ownership)‏ هو نظام يمتلك بموجبه ناديان لكرة القدم عقد لاعب بشكل مشترك، على الرغم من أن اللاعب مسجل فقط ليلعب لنادي واحد. ليس نظامًا عالميًا، ولكنه يُستخدم في بعض البلدان، بما في ذلك الأرجنتين وتشيلي وأوروغواي. كان شائعًا في السابق في إيطاليا، على الرغم من أنه تم إلغاءه الآن هناك.
يختلف هذا النوع من الصفقات عن ملكية الطرف الثالث، حيث يكون عقد اللاعب مملوكًا لكيان غير لاعب كرة قدم، مثل شركة.

## إيطاليا
كانت صفقات الملكية المشتركة شائعة في كرة القدم الإيطالية، قبل أن يتم حظرها في نهاية موسم 2014-2015. تمت المصادقة على هذه الممارسة في المادة 102 مكرر من اللوائح التنظيمية الداخلية للاتحاد الإيطالي لكرة القدم وكانت تُعرف رسميًا باسم «حقوق المشاركة».
من أجل تحديد ملكية مشتركة، يجب أن يتم توقيع اللاعب مع فريق ويتبقى له عامين على الأقل في عقده. لقد كان بمثابة إنتقال منتظم، باستثناء أن النادي البائع سيحتفظ بحقوق المشاركة المذكورة أعلاه، أي الحقوق بنسبة 50 ٪ من قيمة اللاعب. ما لم يتم إنهاء الصفقة مبكرًا باتفاق متبادل بين جميع الأطراف المعنية، كان على الناديين الاتفاق على تجديد أو إنهاء الصفقة في نهاية كل موسم. في حالة فشلهم في التوصل إلى اتفاق بحلول الموعد النهائي، سيتم حل المشكلة عن طريق مزاد. إذا كانت العطاءات متساوية، أو إذا لم يقدم أي من الأندية عرضاً مناسباً، فستذهب الحقوق الكاملة للاعب كرة القدم إلى النادي الذي تم تسجيل اللاعب فيه. عندما يكون اللاعب تحت الملكية المشتركة لفريقين، لا يزال من الممكن إرساله على سبيل الإعارة إلى طرف ثالث، بشرط أن تتفق جميع الأطراف المعنية على الانتقال. يُسمح للنادي الذي يمتلك «حقوق المشاركة» بإنتقال لاعبه إلى نادٍ آخر، بشرط موافقة جميع الأطراف الأخرى المعنية.
ومن الأمثلة العملية على هذا النوع من الصفقات عندما كان المهاجم البرازيلي أدريانو مملوكًا بشكل مشترك إنتر ميلان وبارما. إنتقل أدريانو إلي بارما مقابل 4 ملايين جنيه إسترليني في مايو 2002، مع احتفاظ إنتر بحقوق المشاركة. تمتع أدريانو بفترة ناجحة في بارما، مما أدى إلى دفع ‘نتر ميلان مبلغ 13.5 مليون جنيه إسترليني لشراء نصف حصة بارما في يناير 2004.